# Битюг-Матрёновка
Битюг-Матрёновка — село в Эртильском районе Воронежской области России.
Административный центр Битюг-Матрёновского сельского поселения.

## География
Село расположено у слияния реки Битюг и реки Матрёнка.

### Улицы
- ул. Лесная
- ул. Мира
- ул. Набережная
- ул. Строительная
- ул. Трудящихся
- ул. Центральная

## История
Основано не позднее 1705 года. Входило в состав Демшинского уезда Тамбовской губернии, Бобровского уезда и Усманского уезда Воронежской области (1923—1928).
В 1823 году здесь была построена каменная Вознесенская церковь.

## Население
| 1859 | 1897  | 2000 | 2010 |
| ---- | ----- | ---- | ---- |
| 2706 | ↗3799 | ↘780 | ↘533 |

### Известные люди
В селе родилась Абрамова, Анна Васильевна (1927—1993) — Герой Социалистического Труда.